# Chaetodipus goldmani
Chaetodipus goldmani is een zoogdier uit de familie van de wangzakmuizen (Heteromyidae). De wetenschappelijke naam van de soort werd voor het eerst geldig gepubliceerd door Osgood in 1900.